# Dianthera pectoralis
Dianthera pectoralis (Jacq.) J.F.Gmel., 1791 è una piccola pianta medicinale della famiglia Acanthaceae, nativa dell'America tropicale, nota anche come carmantina pettorale.

## Descrizione
Presenta una radice fibrosa e molto chiomosa. Si presenta come fusti erbacei, tetragoni, nodosi e glabri, con foglie opposte lineari.

## Usi
È un'erba che agisce come regolatore del metabolismo glucidico grazie all'azione della luteolina.
Le foglie aromatiche e molto profumate, seccate e polverizzate, vengono utilizzate dalle popolazioni indigene per la preparazione della bevanda medicinale Ayahuasca.
Nelle Antille le foglie pestate vengono usate per la chiusura di ferite ed emorragie.